# Volea-Dobrostanska, Iavoriv
Volea-Dobrostanska (în ucraineană Воля-Добростанська) este un sat în comuna Dobrostanî din raionul Iavoriv, regiunea Liov, Ucraina.

## Demografie
Componența lingvistică a localității Volea-Dobrostanska
     Ucraineană (100%)
Conform recensământului din 2001, toată populația localității Volea-Dobrostanska era vorbitoare de ucraineană (100%).